# Милан Йованович (футболіст, 1981)
Милан Йованович (серб. Milan Jovanović / Милан Јовановић, нар. 18 квітня 1981, Баїна-Башта) — колишній сербський футболіст, що грав на позиції нападника.
Протягом кар'єри виступав за «Воєводину», «Шахтар» (Донецьк), «Локомотив» (Москва), «Ліверпуль» і бельгійські «Стандард» (Льєж) та «Андерлехт», а також національну збірну Сербії, у складі якої був учасником ЧС-2010.

## Клубна кар'єра
Починав грати у футбол в рідному сербському місті Баїна-Башта, у віці 15 років переїхав у Валево, а потім у 1998 році перейшов в клуб югославського вищого дивізіону «Воєводина» з Нови-Сада. В сезоні 1999/00 зіграв 9 матчів, голів не забивав, в сезоні 2000/01 зіграв у 15 матчах, забив 3 голи, в наступному сезоні жодного разу не зміг відзначитися і лише 7 разів виходив на поле. У сезоні 2002/03 молодий нападник постійно грав в основі, провів 12 матчів першого кола турніру, в яких забив 7 голів, ставши найкращим бомбардиром клубу. Визнавався найкращим гравцем чемпіонату. Успішна гра в клубі і молодіжній збірній країни привернула до форварда увагу селекціонерів багатьох зарубіжних клубів.
У січні 2003 року Йованович перейшов в донецький «Шахтар». Перший матч в українській вищій лізі провів 9 березня 2003 року проти харківського «Металіста». Незабаром він отримав важку травму і вибув майже на рік. Після відновлення Йованович лише зрідка з'являвся на полі. В чемпіонаті провів у результаті всього 6 матчів, в яких відзначився одним голом. У кубкових зустрічах забив один м'яч і провів 3 гри, в тому числі дві з них в сезоні 2003/04, допомігши команді перемогти в тому турнірі.
У серпні 2004 року перейшов у московський «Локомотив». У команді була гостра конкуренція серед нападників, за все друге коло чемпіонату Росії 2004 року Йованович лише тричі виходив на заміну, а також зіграв один кубковий матч. В самому кінці сезону він отримав травму, через що був змушений пропустити перші передсезонні збори. В 2005 році йому так і не вдалося пробитися в основний склад клубу, а на наступний сезон, незважаючи на діючий контракт, він навіть не був включений в заявку «Локомотива». Після цього Йованович розірвав угоду з «Локомотивом».
В середині 2006 року Йованович підписав контракт з бельгійським «Стандардом» з Льєжа. У першому ж сезоні він став найкращим бомбардиром своєї команди з 13 забитими м'ячами, а в двох наступних роках допоміг «Стандарду» завоювати золоті медалі чемпіонату Бельгії. У Бельгії Йованович дуже швидко зумів завоювати любов уболівальників, які дали йому прізвисько — «Змія». Милан дуже добре грав в Бельгії і в 2010 році був визнаний найкращим гравцем місцевої ліги, після чого у нього стався конфлікт з головним тренером клубу Ласло Болоні, який усунув Милана від тренувань за те, що той дозволив собі вступити в сварку зі своїми одноклубниками. Незважаючи на це, Мілан зумів 12 разів вразити ворота суперників у своєму останньому сезоні в Бельгії. Всього відіграв за команду з Льєжа чотири сезони своєї ігрової кар'єри, зігравши у 153 матчах в усіх турнірах, в яких забив 69 голів.
У липні 2010 року Йованович, в статусі вільного агента, офіційно перейшов до англійського «Ліверпуля». Перехід гравця деякий час перебував під загрозою, оскільки тренера, який запрошував серба в мерсісайдський клуб — Рафу Бенітеса — на той час уже звільнили з «Ліверпуля», і деякі видання порахували, що тепер Бенітес спробує отримати гравця в міланський «Інтернаціонале», який він очолив. Однак, всі сумніви розвіяв сам сербський футболіст, який заявив, що не порушить усного обіцянки перейти в англійську команду. Проте Йовановичу не вдалося закріпитися в складі першої команди «Ліверпуля». Абсолютно більша частина матчів за «червоних» була проведена їм в першій половині сезону, коли клубом керував Рой Годжсон. З приходом Кенні Далгліша Милан остаточно загубився, переставши потрапляти в заявку на матчі взагалі. В результаті влітку 2011 року Йовановичу, який знаходився на серйозному контракті, дозволили шукати собі нову команду.
Цією командою став бельгійський «Андерлехт», куди серб перебрався 5 серпня 2011 року, підписавши контракт на 2 роки. За цей час встиг відіграти за команду з Андерлехта 68 матчів в національному чемпіонаті і ще двічі стати чемпіоном країни. Влітку 2013 року покинув команду і повернувся до Сербії.

## Виступи за збірну
Виступав у складі молодіжної збірної Сербії і Чорногорії.
2 червня 2007 року дебютував в офіційних матчах у складі національної збірної Сербії в матчі проти збірної Фінляндії. Серби виграли з рахунком 2:0, а сам Йованович забив один з м'ячів своєї збірної.
У травні 2010 року тренер збірної Радомир Антич включив Йовановича в остаточний список команди, яка відправилася на чемпіонат світу 2010 року у ПАР. В Африці Милан забив один м'яч у матчі проти збірної Німеччини (1:0), який приніс балканцям несподівану перемогу. Але незважаючи на звитягу над потужною німецькою командою, серби не змогли вийти з групи, програвши два інших матчі збірним Гани і Австралії, а Йованович зіграв в усіх трьох іграх збірної на турнірі.
Протягом кар'єри у національній команді, яка тривала 6 років, провів у формі головної команди країни 44 матчі, забивши 11 голів.

## Статистика виступів

### Статистика клубних виступів
| Сезон                          | Команда                        | Чемпіонат                      | Чемпіонат | Чемпіонат | Національний кубок | Національний кубок | Національний кубок | Континентальні кубки | Континентальні кубки | Континентальні кубки | Інші змагання | Інші змагання | Інші змагання | Усього | Усього |
| Сезон                          | Команда                        | Ліга                           | Ігор      | Голів     | Ліга               | Ігор               | Голів              | Ліга                 | Ігор                 | Голів                | Ліга          | Ігор          | Голів         | Ігор   | Голів  |
| ------------------------------ | ------------------------------ | ------------------------------ | --------- | --------- | ------------------ | ------------------ | ------------------ | -------------------- | -------------------- | -------------------- | ------------- | ------------- | ------------- | ------ | ------ |
| 1999-00                        | «Воєводина»                    | ПЛ                             | 9         | 0         | КЮ                 | ?                  | ?                  | -                    | -                    | -                    | -             | -             | -             | 9      | 0      |
| 2000-01                        | «Воєводина»                    | ПЛ                             | 15        | 3         | КЮ                 | ?                  | ?                  | -                    | -                    | -                    | -             | -             | -             | 15     | 3      |
| 2001-02                        | «Воєводина»                    | ПЛ                             | 7         | 0         | КЮ                 | ?                  | ?                  | -                    | -                    | -                    | -             | -             | -             | 7      | 0      |
| 2002-03                        | «Воєводина»                    | ПЛ                             | 12        | 7         | КЮ                 | ?                  | ?                  | -                    | -                    | -                    | -             | -             | -             | 12     | 7      |
| Усього                         | Усього                         | Усього                         | 43        | 10        |                    | ?                  | ?                  |                      | -                    | -                    |               | -             | -             | 43     | 10     |
| 2002-03                        | «Шахтар» (Донецьк)             | ВЛ                             | 6         | 1         | КУ                 | 1                  | 0                  | ЛЧ+КУЄФА             | ?+?                  | ?+?                  | -             | -             | -             | 6      | 1      |
| 2003-04                        | «Шахтар» (Донецьк)             | ВЛ                             | 0         | 0         | КУ                 | 2                  | 1                  | ЛЧ+КУЄФА             | ?+?                  | ?+?                  | -             | -             | -             | 0      | 0      |
| 2004                           | «Локомотив» (Москва)           | ПЛ                             | 3         | 0         | КР                 | 1                  | 0                  | -                    | -                    | -                    | -             | -             | -             | 4      | 0      |
| 2005                           | «Локомотив» (Москва)           | ПЛ                             | 0         | 0         | КР                 | 0                  | 0                  | ЛЧ+КУЄФА             | 0                    | 0                    | СР            | 0             | 0             | 0      | 0      |
| Усього за «Локомотив» (Москва) | Усього за «Локомотив» (Москва) | Усього за «Локомотив» (Москва) | 3         | 0         |                    | ?                  | ?                  |                      | ?                    | ?                    |               | ?             | ?             | 3      | 0      |
| 2006-07                        | «Стандард» (Льєж)              | ЖЛ                             | 29        | 14        | КБ                 | 6                  | 9                  | ЛЧ+КУЄФА             | 2+2                  | 1+0                  | -             | -             | -             | 39     | 24     |
| 2007-08                        | «Стандард» (Льєж)              | ЖЛ                             | 31        | 16        | КБ                 | 4                  | 2                  | КУЄФА                | 1                    | 0                    | -             | -             | -             | 36     | 18     |
| 2008-09                        | «Стандард» (Льєж)              | ЖЛ                             | 31        | 12        | КБ                 | 0                  | 0                  | ЛЧ+КУЄФА             | 1+7                  | 0+2                  | СБ            | 1             | 0             | 40     | 14     |
| 2009-10                        | «Стандард» (Льєж)              | ЖЛ                             | 26        | 10        | КБ                 | 0                  | 0                  | ЛЧ+ЛЄ                | 5+6                  | 2+1                  | СБ            | 1             | 0             | 37     | 13     |
| Всього за «Стандард» (Льєж)    | Всього за «Стандард» (Льєж)    | Всього за «Стандард» (Льєж)    | 117       | 52        |                    | 10                 | 11                 |                      | 24                   | 6                    |               | 2             | 0             | 153    | 69     |
| 2010-11                        | «Ліверпуль»                    | ПЛ                             | 10        | 0         | КА+КЛ              | 0+1                | 0+1                | ЛЄ                   | 7                    | 1                    | -             | -             | -             | 18     | 2      |
| 2011–12                        | «Андерлехт»                    | ЖЛ                             | 35        | 9         | КБ                 | 0                  | 0                  | ЛЄ                   | 9                    | 3                    | СБ            | 0             | 0             | 44     | 12     |
| 2012–13                        | «Андерлехт»                    | ЖЛ                             | 33        | 8         | КБ                 | 5                  | 2                  | ЛЧ                   | 7                    | 2                    | СБ            | 1             | 0             | 46     | 12     |
| Усього за «Андерлехт»          | Усього за «Андерлехт»          | Усього за «Андерлехт»          | 68        | 17        |                    | 5                  | 2                  |                      | 16                   | 5                    |               | 1             | 0             | 90     | 24     |
| Усього за кар'єру              | Усього за кар'єру              | Усього за кар'єру              | 247       | 80        |                    | 16                 | 14                 |                      | 47                   | 12                   |               | 3             | 0             | 313    | 106    |

## Титули і досягнення

### Командні
- Чемпіон Росії (1):

«Локомотив» (Москва): 2004
- Чемпіон Бельгії (4):

«Стандард» (Льєж): 2007-08, 2008-09
«Андерлехт»: 2011–12, 2012–13
- Володар Кубка України (1):

«Шахтар» (Донецьк): 2003–04
- Володар Суперкубка Росії (1):

«Локомотив» (Москва): 2005
- Володар Суперкубка Бельгії (3):

«Стандард» (Льєж): 2008, 2009
«Андерлехт»: 2012

### Особисті
- Футболіст року в Бельгії: 2009